# PCI IDE ISA Xcelerator
PCI IDE ISA Xcelerator (PIIX), также известный как Intel 82371 — набор компонентов чипсетов южных мостов, применяемых в схематехнических решениях построения материнской платы компьютера, разработанный и выпускаемый фирмой Intel.

## PIIX
Первый выпуск PIIX объединял контроллер IDE с двумя контроллерами прямого доступа к памяти Intel 8237, программируемым интервальный таймером Intel 8253, двух программируемых контроллеров прерываний Intel 8259 и мост из шины PCI в шину ISA. Он был представлен с чипсетом Intel 440FX в 1995 году. Мобильная версия была представлена с чипсетом 430MX mobile Triton.
Существовали следующие варианты:
- 82371FB (PIIX)
- 82371MX (MPIIX) — мобильный вариант

## PIIX3
PIIX3 представил собой контроллер USB 1.0 с поддержкой внешнего APIC ввода-вывода. Использовался с северными мостами 430HX и 430VX Triton II и 440FX.
Существовали в единственном варианте:
- 82371SB (PIIX3)

## PIIX4

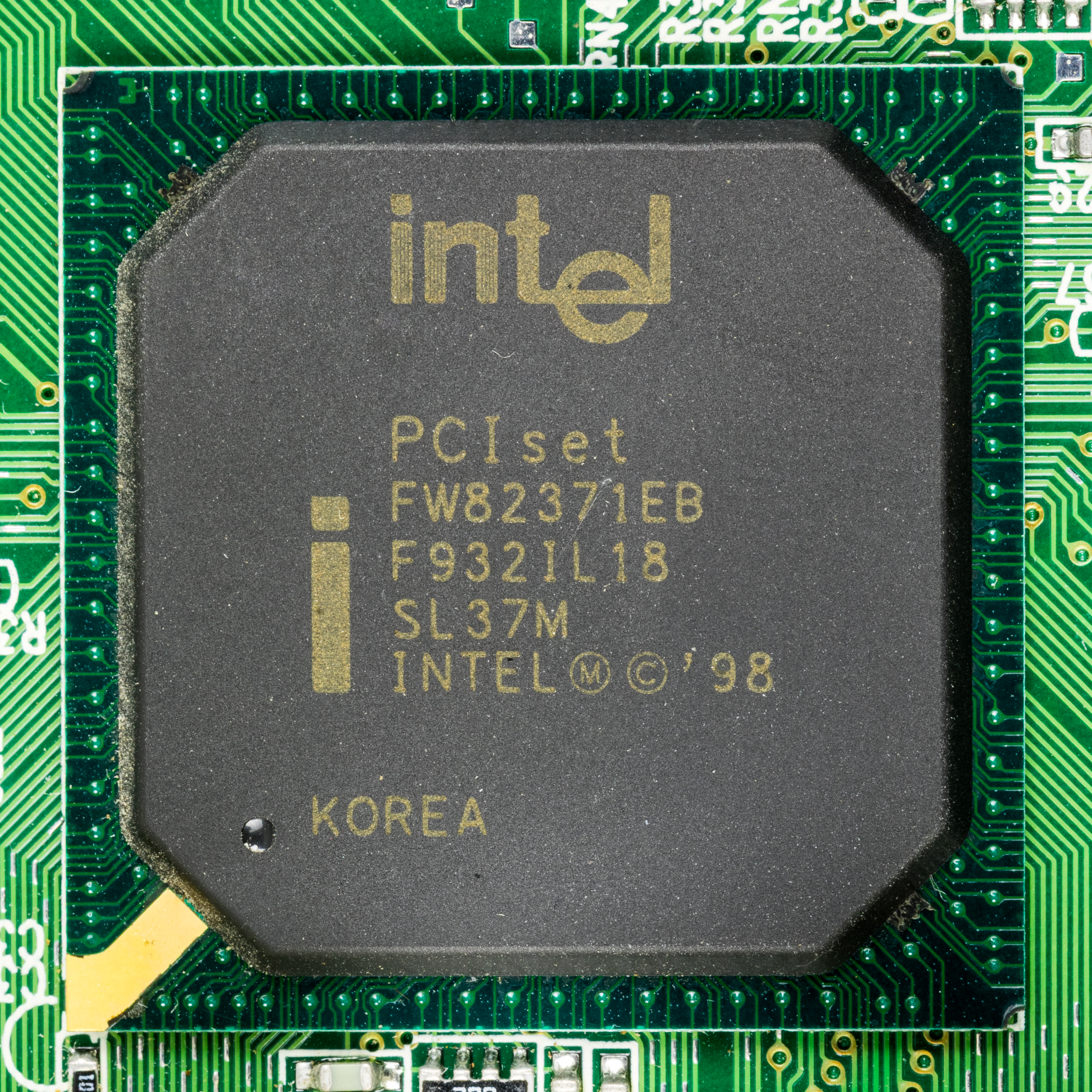
82371EB (PIIX4E)

С появлением PIIX4 стали доступны поддержка ACPI, улучшенный контроллер IDE с поддержкой UltraDMA/33 или ATA-4 и интегрированные Часы реального времени с памятью CMOS (типа MC146818). Использовался совместно с северными мостами 430TX и 440LX. В PIIX4E была обновлена поддержка ACPI. В основном использовался в логике материнских плат на чипсетах 440BX, 440EX, 440GX, 440ZX и 450NX. Мобильная версия использовалась в чипсетах 440BX и 440ZX-M.
Существовали следующие варианты:
- 82371AB (PIIX4) — базовый вариант,
- 82371EB (PIIX4E) — усовершенствованный вариант и
- 82371MB (PIIX4M) — мобильный вариант.

## PIIX5
Выпускался для создания материнских плат на процессоре Itanium (контроллер ввода-вывода 460GX и компонента чипсета Firmware Bridge, IFB); в итоге выпускался в вариантах 82372FB (PIIX5), 82468FB, и, наконец, FW82468GX (IFB).